# Mathewsia biennis
Mathewsia biennis là một loài thực vật có hoa trong họ Cải. Loài này được Bridges ex Turcz. mô tả khoa học đầu tiên năm 1863.